# Neues Museum Nürnberg

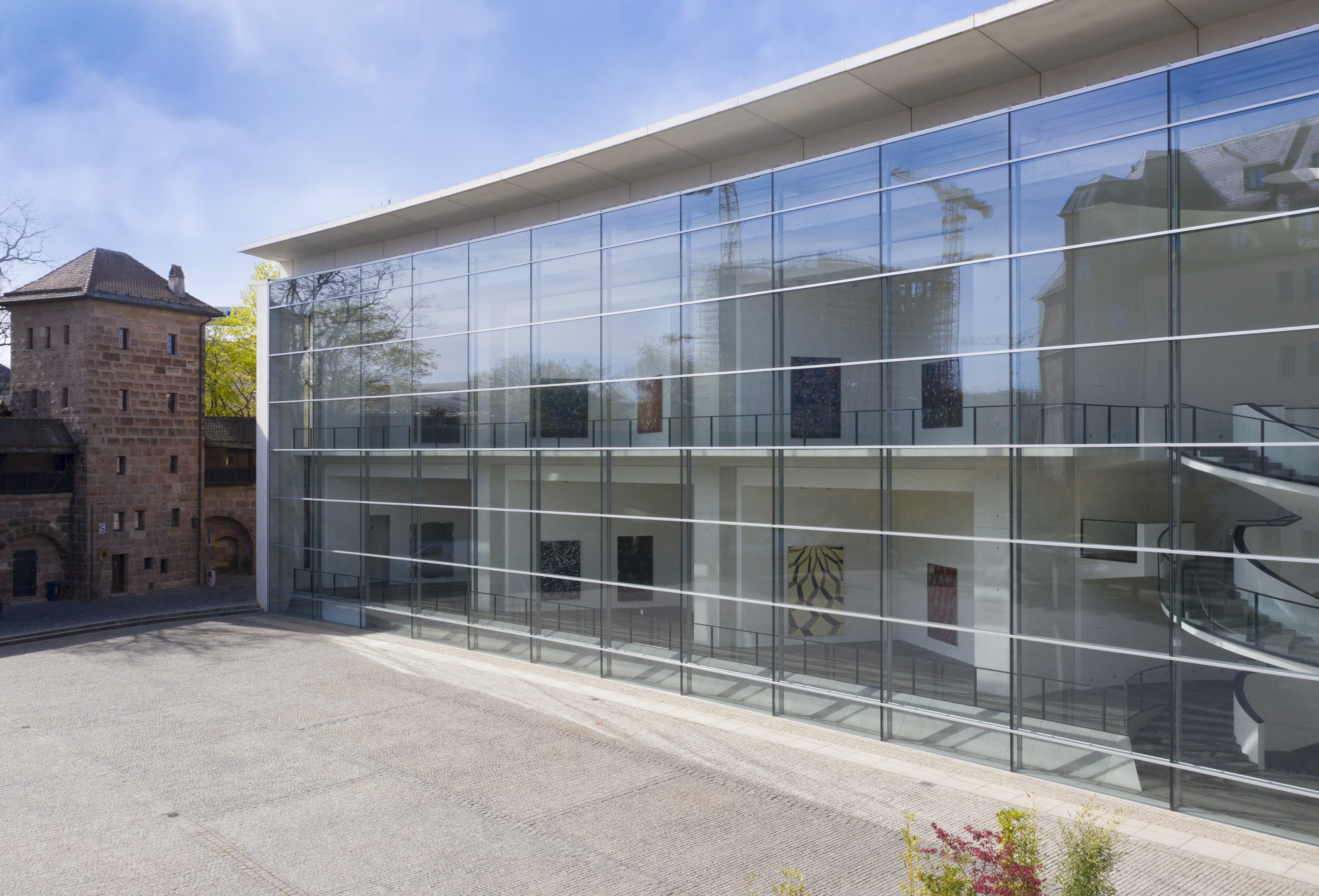
Außenansicht des Museumsgebäudes (2021)

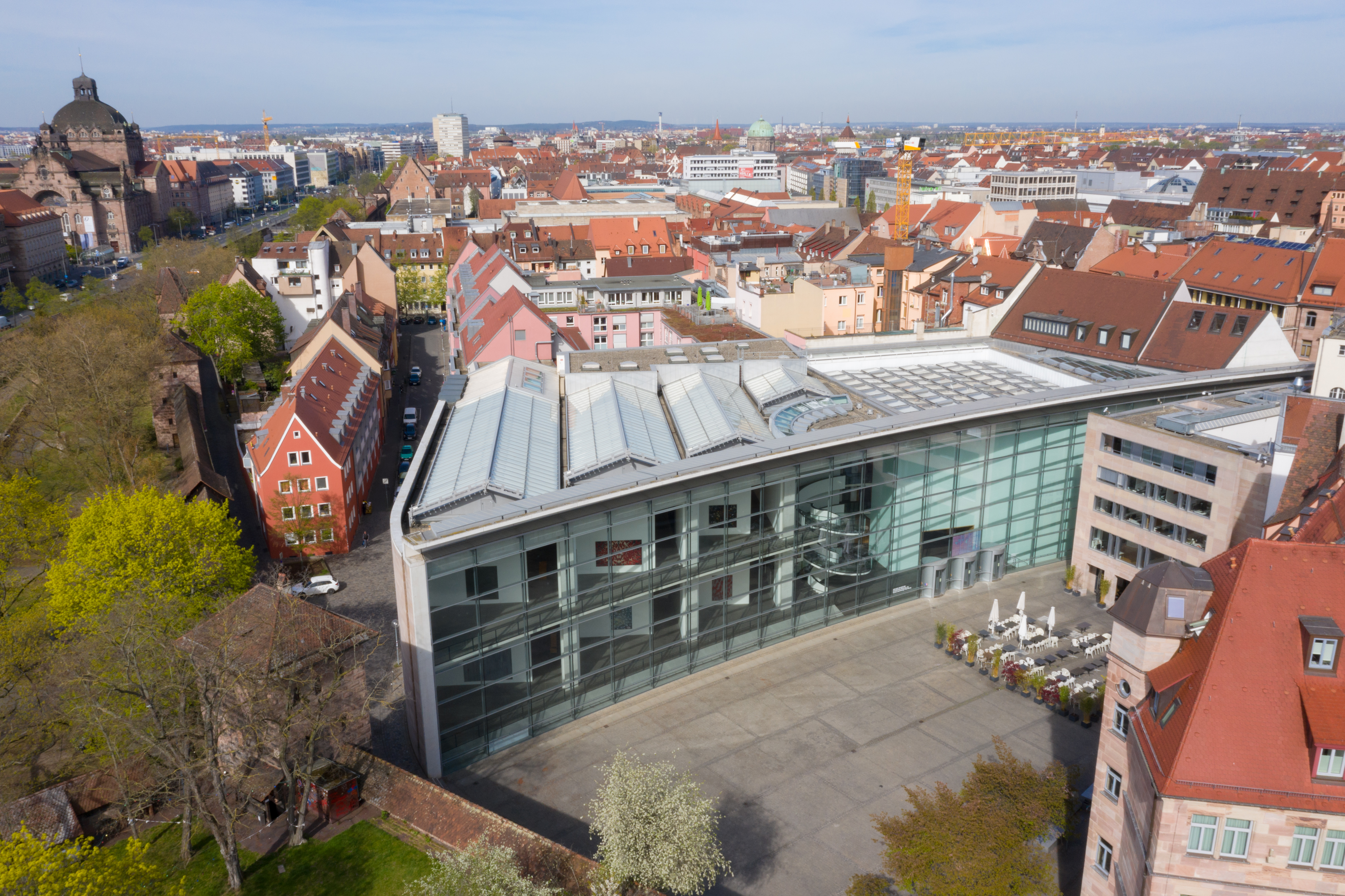
Luftaufnahme des Museumsgebäudes (2021)

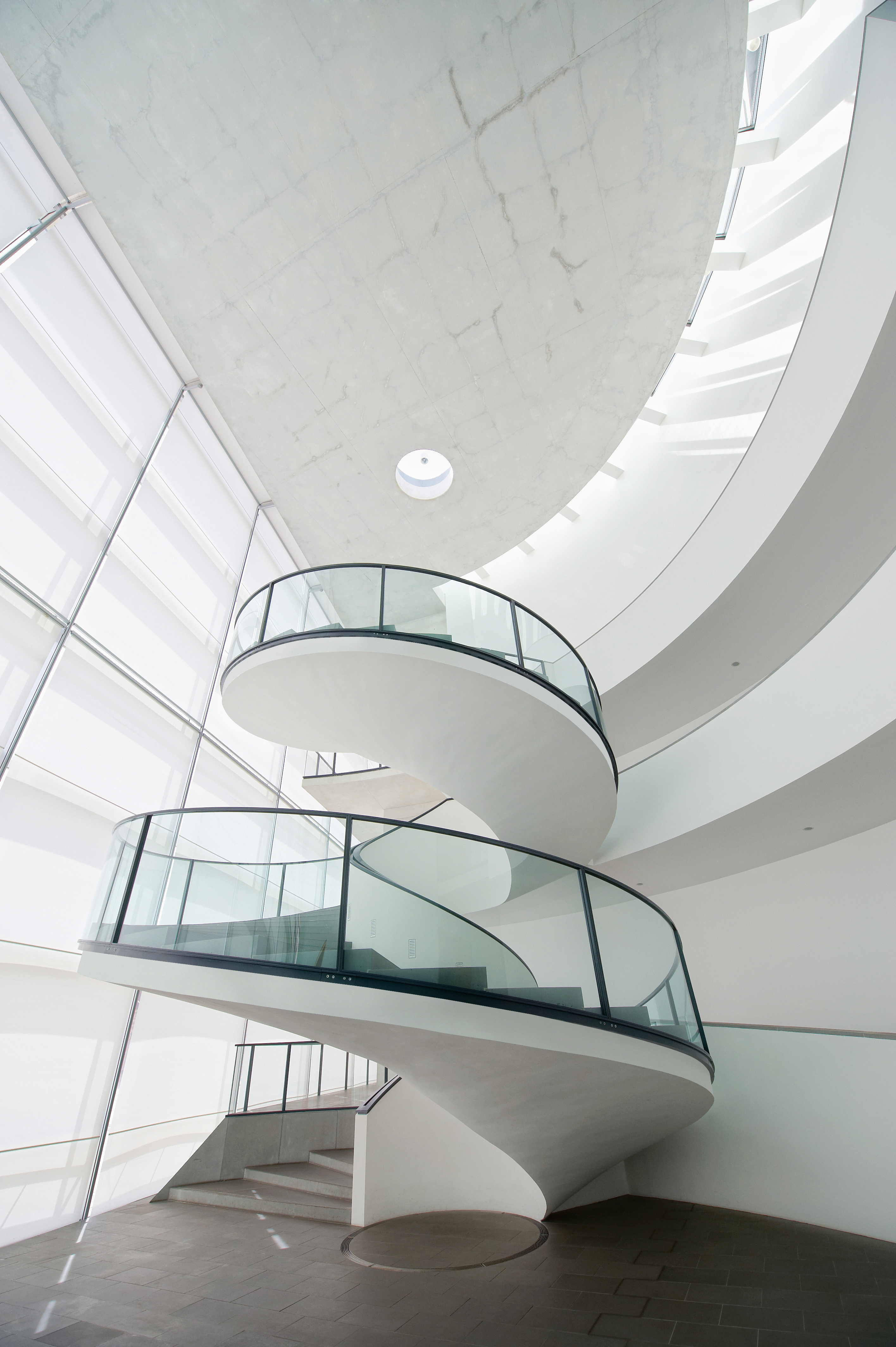
Architektur von Volker Staab

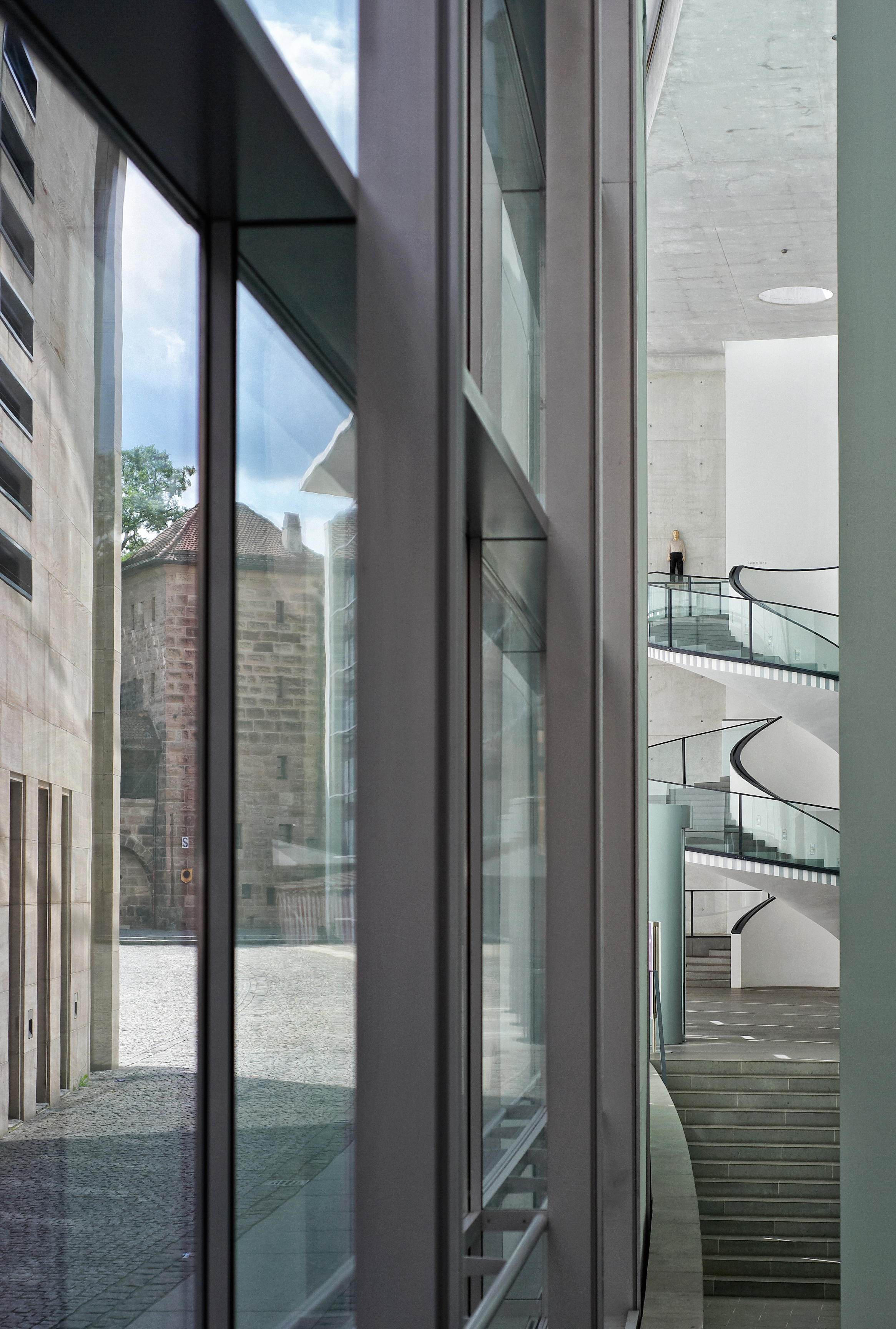
Sichtachsen im Neuen Museum Nürnberg

Das Neue Museum – Staatliches Museum für Kunst und Design in Nürnberg (genannt auch Neues Museum Nürnberg, kurz NMN) ist ein staatliches Museum für Kunst und Design in Nürnberg. Es ist eine Institution des Freistaats Bayern.
Den Grundstock der Sammlung Kunst bildet die seit 1967 zusammengetragene Sammlung internationaler zeitgenössischer Kunst der Stadt Nürnberg, inzwischen erweitert durch verschiedene private Stiftungen und Leihgaben sowie umfangreiche Neuerwerbungen. Diese Präsentation internationaler Gegenwartskunst gibt in ausgewählten Schlaglichtern Aufschluss über wichtige Stationen der Entwicklung der internationalen Kunstgeschichte von der Mitte des 20. Jahrhunderts bis heute. Für den Bereich Design besteht eine Kooperation mit Die Neue Sammlung, der staatlichen Designsammlung in München. Das Neue Museum Nürnberg präsentiert aus deren Beständen ausgewählte Beispiele der internationalen Designgeschichte von 1945 bis heute.

## Geschichte
Die Sammlung Kunst des Neuen Museums geht zurück auf die in den sechziger Jahren von Dietrich Mahlow in der Kunsthalle Nürnberg begonnene Sammlung. Zweck der Sammlung ist internationale Gegenwartskunst seit den 1950er Jahren.
1987 entstand die Bürgerinitiative Initiative Museum 20. Jahrhundert Nürnberg e. V. für die Gründung eines Museums der Kunst des 20. Jahrhunderts unter der Führung von Rainer Beck und ab 1989 geleitet durch Karl Gerhard Schmidt. Letzterer brachte das Institut für moderne Kunst Nürnberg und dessen Kontakte ein. Seit 1989 sammelt die Initiative selbst zeitgenössische Kunst, um sie dem Museum zur Verfügung zu stellen. Inzwischen trägt sie den Namen Museumsinitiative Freunde und Förderer des Neuen Museums e. V. und unterstützt den Betrieb des Museums und den Ausbau der Sammlung weiterhin.
1990 beschloss die Bayerische Staatsregierung den Bau eines Museums für zeitgenössische Kunst in Nürnberg als erstes staatliches Kunstmuseum Bayerns außerhalb der Hauptstadt München. Ein Beitrag von 3,3 Millionen DM wurde durch Förderer aus der Region unter Beteiligung der Kulturstiftung der IHK Nürnberg aufgebracht. 1991 gewann der Architekt Volker Staab den Wettbewerb für das Hauptgebäude am Klarissenplatz mit einer 100 m langen Glasfassade, die sich trotz seiner modernen Architektur nach allgemeiner Ansicht Aufsehen erregend in den historischen Stadtkern einfügt. Erster Spatenstich war am 11. September 1996, die Fertigstellung erfolgte im Oktober 1999. Das Museum wurde am 15. April 2000 unter dem Gründungsdirektor Lucius Grisebach eröffnet.
In die Architektur des Neuen Museums integriert ist ein künstlerischer Beitrag des Schweizers Rémy Zaugg (1943–2005). Seine Aussagen zur Beziehung von Kunstwerk und Betrachter sind in Textform an drei Wänden des Museumsbaus platziert. An einer vierten Wand setzt Zaugg eine künstlerische Tradition an klassischen Museumsbauten fort, indem er an Nürnberger Geistesgrößen erinnert.
Der städtische Sammlungs-Grundstock wurde schon vor der Eröffnung um große Schenkungen von Werken deutscher Künstler seit den 1960er Jahren aus der Privatsammlung der Nürnberger Galeristen Marianne und Hansfried Defet erweitert. Hinzu kamen in den ersten Jahren Dauerleihgaben von rund 150 Werken aus der internationalen Sammlung des Berliner Galeristen und Kurators René Block und von 2002 bis 2005 auch 200 Werke von rund 70 vorwiegend amerikanischen Künstlern des Kölner Galeristen Rolf Ricke. Weitere Ankäufe, Schenkungen und Leihgaben erweiterten seitdem den Bestand kontinuierlich.
In den ersten zwanzig Jahren des Bestehens (von 2000 bis Ende 2019) zählte das Museum 1.485.477 Besucher und blickt auf einen Bestand von 4500 Werken, wozu auch Leihgaben und Schenkungen zählen. Im Museum findet man unter anderem Werke von Andy Warhol, Joseph Beuys und Neo Rauch. Als eines der Hauptwerke der Sammlung Kunst gilt das Gemälde „Telephone“ von Richard Lindner aus dem Jahre 1966.
Das Museum betreut unter anderem den Nachlass des Malers Gerhard Wendland.
Partner im Museumsgebäude sind neben der Museumsinitiative Freunde und Förderer des neuen Museums e. V. das Institut für moderne Kunst Nürnberg, die bayern design GmbH, die Buchhandlung Walther König und Designshop im Neuen Museum, sowie das Restaurant Kokoro.

## Neuerwerbungen, Geschenke und Leihgaben
- Große Schenkungen von 1999, 2000, 2004 und 2016 durch die Nürnberger Unternehmer, Kunstsammler und Galeristen Marianne und Hansfried Defet
- Seit Ende Februar 2003 steht im unteren Foyer eine 4,50 Meter hohe Skulptur mit dem Namen „Elliptische Säule“ des Künstlers Tony Cragg
- Das Foto „Substrat 1I“ von 2002 des Künstlers Thomas Ruff
- Das große, dreiteilige Bild „Psychogram“ schenkte der deutsch-amerikanische Maler Karl Hagedorn dem NMN kurz vor seinem Tod 2005
- 2004 erwarb das NMN das Gemälde „Zufällige Verteilung von 40.000 Quadraten“, 2006 das Bild „2 trames 0°-90°“ von François Morellet
- 2012: Jeppe Hein. Hexagonal Water Pavilion[5], Brunnen-Installation auf dem Klarissenplatz vor dem Museum. Im Jahr 2013 wurde der Ankauf des Hexagonal Water Pavilion mittels großzügiger Unterstützung durch Stiftungsgelder und Spenden für das Neue Museum ermöglicht. Jeppe Heins begehbare Wasserinstallation wurde auf dem Klarissenplatz vor dem Neuen Museum bisher insgesamt fünf Mal gezeigt (2012 bis 2015 sowie 2017). Zusätzlich wurde der Kunstbrunnen auf weiteren Nürnberger Plätzen temporär aufgebaut (2016 vor dem Staatstheater Nürnberg, 2018 und 2019 am Aufseßplatz). Eine wandernde Präsentation des Brunnens war von Anfang an ausdrücklich geplant.
- 2013 erhielt das NMN 69 Werke aus der Sammlung Böckmann als Dauerleihgabe. Darunter sind 28 Bilder von Gerhard Richter, was das Neue Museum zur drittgrößten Richter-Sammlung weltweit macht.[6] Aber auch Gotthard Graubner, A. R. Penck und der Künstlerin Isa Genzken sind vertreten.[7]

## Wechselausstellungen
- 2000: Abstrakte Kunst
- 2000: Ulrich Rückriem. Eine Installation
- 2000: Unvollendete Vergangenheit
- 2001: Horst Bartnig
- 2001: Adrian Schiess. Malerei
- 2001: Richard Artschwager. Up and Across
- 2001/2002: Von Edgar Degas bis Gerhard Richter
- 2002: ars viva 01/02 - Kunst und Design
- 2002: Einfach Kunst. Sammlung Rolf Ricke
- 2002: Armando
- 2002/2003: DEFET. Eine Schenkung
- 2003: Julian Opie
- 2003: Designmuseen der Welt zu Gast
- 2003/2004: Sand in der Vaseline. Künstlerbücher 1980 bis 2002
- 2004: Antoni Tàpies. Bilder und Vorstellungen – Grafische Arbeiten seit 1959 aus einer Privatsammlung
- 2004: Ladislav Sutnar. Designer zwischen zwei Welten
- 2004/2005: 70/90. Engagierte Kunst
- 2005: Ulrich Rückriem. Eine Installation
- 2005: Der fotografierte Mensch
- 2005: Egon Eiermann. Die Kontinuität der Moderne
- 2005/2006: Tony Cragg. familiæ
- 2006: Kunst als Kommentar
- 2006: Jetzt dies hier
- 2006/2007: Thomas Schütte. Zeichnungen
- 2007: Christiane Möbus. Auswanderer
- 2007: Norbert Kricke
- 2007/2008: Wenn Handlungen Form werden. Ein neuer Realismus in der Kunst seit den fünfziger Jahren
- 2008: Manfred Pernice. Que-Sah
- 2008: design deutschland. case study 08
- 2008/2009: „Who killed the painting?“.  Werke aus der Sammlung Block im Neuen Museum in Nürnberg
- 2009: Prinzip Morandini. Marcello Morandini - Design, Kunst, Architektur
- 2009: Wiebke Siem. Die Fälscherin
- 2009/2010: Daniel Buren. MODULATION. Arbeiten in situ
- 2010: Claus Bury. Maßstabssprünge
- 2010: Ulrich Rückriem. Granit Bleu de Vire, zugeschnitten 2000
- 2010/2011: 1xMuseum, 10xRooms, 11xWorks – Jeppe Hein
- 2011: In Mode. F.C. Gundlach, das fotografische Werk
- 2011: Alessandro Mendini. Wunderkammer Design
- 2011/2012: Gespenster, Magie und Zauber. Konstruktionen des Irrationalen in der Kunst von Füssli bis heute
- 2012: 30 Künstler / 30 Räume[8]
- 2012: Internationaler Faber-Castell-Preis für Zeichnung
- 2012: Vorhang auf... für die Akademie der Bildenden Künste in Nürnberg, u. a. mit Arbeiten von Christiane Kaufmann und Raphaela Vogel
- 2012/2013: Helmut Jahn. Process Progress
- 2013: Mary Heilmann. Good Vibrations
- 2013: When Now is Minimal. Die unbekannte Seite der Sammlung Goetz
- 2013/2014: Funktion / Dysfunktion. Kunstzentrum Glasgow
- 2014: Die fabelhafte Welt der Laurie Simmons
- 2014: Farbe im Quadrat. Amish Quilts und James Turrell
- 2014/2015: Gerhard Richter. Ausschnitt – Werke aus der Sammlung Böckmann[9]
- 2015: Gesichter – ein Motiv zwischen Figur, Porträt und Maske
- 2015: Internationaler Faber-Castell Preis für Zeichnung
- 2015/2016: Olaf Metzel. Deutsche Kiste
- 2016: WE transFORM. Kunst und Design zu den Grenzen des Wachstums
- 2016: Gotthard Graubner. Chroma
- 2016: Tabula Rasa. Werner Knaupp zum 80. Geburtstag (Sammlungspräsentation)[10]
- 2016/2017: Sherrie Levine. After All – Werke 1981-2016
- 2017: Boris Lurie. Anti-Pop
- 2017: Peter Buggenhout. Kein Schatten im Paradies
- 2017/2018: Von der Kunst, ein Teehaus zu bauen – Exkursionen in die japanische Ästhetik.[11]
- 2018: Saum der Zeit. Bilge Friedlaender – Ahmet Doğu İpek – Füsun Onur
- 2018: Goshka Macuga. Intellectual Co-operation
- 2018/2019: KP Brehmer. Kunst≠Propaganda zum 80. Geburtstag[12]
- 2019: David Reed. Vice and Reflection #2
- 2019: BAU [ SPIEL ] HAUS
- 2019/2020: Out of Order. Werke aus der Sammlung Haubrok, Teil 1 und Teil 2
- 2020: Was, wenn...? Zum Utopischen in Kunst, Architektur und Design
- 2020/2021: Painterly. Von Warhol und Twombly bis heute –  Malerei aus dem Museum Brandhorst
- 2021/2022: Keith Sonnier LIGHTSOME
- 2022: Evelyn Hofer meets Richard Lindner. Die Fotografin und der Maler in New York
- 2023/2024: Reinhard Voigt .Pure Pleasure
- 2024: Memory Movers. Böhler & Orendt

## Skulpturengarten
Der städtische Skulpturengarten am Neuen Museum Nürnberg im Zwinger zwischen Sterntor und Frauentor liegt nur wenige Schritte vom Neuen Museum entfernt. Er wurde 2004 eröffnet und dort befinden sich neun Skulpturen der Künstler Hiromi Akiyama, Johannes Brus, Bernd Klötzer, Alf Lechner, Horst Münch, Karl Prantl, Ulrich Rückriem, Alf Schuler und Timm Ulrichs. Die Skulpturen wurden größtenteils von den Künstlern selbst unter den alten Bäumen oder an den Mauern installiert und sind tagsüber zu den Öffnungszeiten frei zugänglich. 

## Direktion
- Lucius Grisebach, vom 1. Oktober 1997 bis 31. August 2007
- Angelika Nollert, vom 1. Oktober 2007 bis 1. Mai 2014
- Eva-Christina Kraus, 1. September 2014[13] bis 31. Juli 2020
- Simone Schimpf, seit 1. Juli 2021[14]